# Choucador iris
Lamprotornis iris
Espèce
Statut de conservation UICN

 LC  : Préoccupation mineure
Synonymes
- Coccycolius iris

Le Choucador iris (Lamprotornis iris) est une espèce de petits oiseaux de la famille des Sturnidae endémique d'Afrique de l'ouest, peuplant les plaines et les savanes. C'est une espèce monotypique.

## Répartition et habitat
On le trouve en Guinée, au Sierra Leone ainsi qu'en Côte d'Ivoire.

## Alimentation
Il se nourrit principalement de fruits et de graines, notamment des genres Ficus et Harungana. Il se nourrit aussi d'insectes dont des fourmis.